# Jordi Bosch i Garcia
Jordi Bosch i Garcia (El Masnou, 1972) és un enginyer de telecomunicacions per la Universitat Politècnica de Catalunya (UPC).
Executiu de General Electric fins al 2003, va formar part dels governs tripartits de la Generalitat de Catalunya primer com a director-gerent del Centre de Telecomunicacions i Tecnologies de la Informació, i després com a secretari de Telecomunicacions i Societat de la Informació. Actualment és responsable de l'àrea digital de l'empresa Mediapro. També ha emprès amb altres socis dos projectes empresarials a l'entorn de la internacionalització i dels continguts. A Jordi Bosch li va tocar viure de prop el reconeixement del domini .cat des del Govern. En el seu pas pel sector públic va influir i transformar la manera com l'administració catalana adquiria el serveis tecnològics.
Els governs tripartits van prioritzar que Internet, la TDT i la telefonia mòbil arribessin a la gran majoria de nuclis de població de Catalunya. “També vam fer arribar banda ampla als 1.700 polígons industrials de Catalunya que el 2006 en una majoria encara no disposaven d'aquest servei. El projecte estrella, però, va ser la iniciativa de Xarxa Oberta, que pretenia trencar la verticalització del sector de les telecomunicacions —segregant la infraestructura dels operadors de serveis— per tal de ser més eficients en les inversions per fer arribar la fibra òptica arreu del país i potenciant la competència. Una visió moderna, independent i de país, que amb el canvi polític es va veure en risc de desaparèixer tot i que finalment se n'ha salvat alguna cosa", afirma Bosch.